# Brittiska Jungfruöarna i olympiska sommarspelen 2004
Brittiska Jungfruöarna i olympiska sommarspelen 2004 bestod av 1 idrottare som blivit uttagna av Brittiska Jungfruöarnas olympiska kommitté.

## Friidrott
| Idrottare   | Gren  | Omgång 1 | Omgång 1  | Omgång 2         | Omgång 2         | Semifinal        | Semifinal        | Final            | Final            |
| Idrottare   | Gren  | Resultat | Placering | Resultat         | Placering        | Resultat         | Placering        | Resultat         | Placering        |
| ----------- | ----- | -------- | --------- | ---------------- | ---------------- | ---------------- | ---------------- | ---------------- | ---------------- |
| Dion Crabbe | 200 m | 20.85    | 5         | Gick inte vidare | Gick inte vidare | Gick inte vidare | Gick inte vidare | Gick inte vidare | Gick inte vidare |